# Serik Yeleuov
Serik Samatovich Yeleuov est un boxeur kazakh né le 15 décembre 1980 à Karaganda.

## Carrière
Aux Jeux olympiques d'été de 2004, il combat dans la catégorie des poids légers et remporte la médaille de bronze. 